# Platytachina difficilis
Platytachina difficilis är en tvåvingeart som beskrevs av Malloch 1938. Platytachina difficilis ingår i släktet Platytachina och familjen parasitflugor. Inga underarter finns listade i Catalogue of Life.